# Josè Paolinelli
Josè Paolinelli (Lucca, 17 aprile 1922 – Lucca, 13 febbraio 1996) è stato un calciatore italiano, di ruolo centrocampista.

## Carriera
Ha giocato in Serie A con il Livorno ed in Serie B con la Lucchese ed il Viareggio.

## Palmarès

### Club

#### Competizioni nazionali
- Serie C: 1

Toma Maglie: 1951-1952